# Sierra de Chuacús
Sierra de Chuacús är en bergskedja i Guatemala. Den ligger i den centrala delen av landet, 60 km nordväst om huvudstaden Guatemala City.